# Pirttisaari (ö i Södra Savolax, Nyslott, lat 61,99, long 28,61)
Pirttisaari är en ö i Finland. Den ligger i sjön Haukivesi och i kommunen Rantasalmi i den ekonomiska regionen  Nyslotts ekonomiska region  och landskapet Södra Savolax, i den sydöstra delen av landet, 280 km nordost om huvudstaden Helsingfors. Öns största längd är 2,8 kilometer i öst-västlig riktning.